# ゲオルク・アドルフ・エルマン
ゲオルク・アドルフ・エルマン（Georg Adolf Erman、1806年5月12日 -  1877年7月12日）は、ベルリンで生まれ、同地で没した、ドイツの物理学者、地球科学者。

## 生涯

### 家系と家族
エルマン家は、ユグノーの家系で、アルザスのミュルーズ（ミュールハウゼン）出身であった。一家のもともとの姓は「エルメンディンガー (Ermendinger)」といったが、ゲオルク・アドルフ・エルマンの高祖父がジュネーヴに移り住んだ際に「エルマン」と改姓していた。ゲオルク・アドルフ・エルマンは、ベルリンで物理学者として働いていたパウル・エルマンの息子として生まれた。1834年、ゲオルク・アドルフ・エルマンは、師であったフリードリヒ・ヴィルヘルム・ベッセルの娘マリー・ベッセル (Marie Bessel) と結婚した。夫妻の間には、書誌学者ヴィルヘルム・エルマン（1850年 - 1932年）と、エジプト学者アドルフ・エルマン（1854年 - 1937年）、法律家で高等教育の教授でもあったハインリヒ・エルマン（1857年 - 1940年）が生まれた。

### 経歴
ゲオルク・アドルフ・エルマンは、フリードリヒ・ヴィルヘルム大学ベルリン（後のフンボルト大学ベルリン）とアルベルトゥス大学ケーニヒスベルクで、自然科学を学んだ。1832年には私講師となり、1834年にはフリードリヒ・ヴィルヘルム大学ベルリンの物理学教授となった。またこの間、以前に父も勤めたことがあったコレージュ・フランセ・ベルリン（Collège Français Berlin：ベルリンのフランス高等学校 (Lycée français de Berlin. de:Französisches Gymnasium Berlin) の前身）で数学教授も務めた。1873年には、イギリスの王立協会によって、外国人会員として受け入れられた。

### 世界旅行
1828年から1830年にかけて、彼は自ら費用を負担して探検旅行を敢行したが、その主たる目的は、可能な限り詳細な地磁気のメッシュ分布を捉えることにあった。探険の前半には、ノルウェーの天文学者クリストフェル・ハンステーンが同行し、イルクーツクまで到達した。そこから先は、単独でシベリア、北アジアを横断し、オビ川の河口部からカムチャツカ半島に至った。そこから、当時のロシア領アメリカ（後のアラスカ州）へ渡った。彼はさらに、カリフォルニア、タヒチ島、ホーン岬を経て、リオデジャネイロヘ至った。そこから、サンクトペテルブルクを経由して、ベルリンに帰還した。
この遠征旅行を踏まえて、彼は全7巻から成る『Reise um die Welt durch Nordasien und die beiden Oceane（北アジアと2つの大洋を越えた世界旅行）』を著し、歴史篇5巻が1833年から1842年にかけて、物理学篇2巻と地図帳が1835年から1841年にかけて、ベルリンで出版された。これによって、1944年にはイギリスの王立地理学会 (RGS) から金メダル（パトロンズ・メダル）を授与された。
1845年から1848年にかけて、エルマンはH・ペーテルゼン (H. Petersen) の協力を得て、観測結果に基づいて地磁気に関する諸々の定数を計算したが、これらは後にカール・フリードリヒ・ガウスによる地磁気理論の基礎に置かれた。
後にはドイツ帝国海軍のために、1829年当時の地磁気現象の観測値をもとに、その後の観測結果なども反映させて定数を再計算し、1874年に13葉の図幅と6枚の海図を作成した。

## 栄誉と受賞
- 1831年: - ダケカンバの学名「Betula ermanii」は、ラテン語で「エルマンのカバノキ」の意であり、アーデルベルト・フォン・シャミッソーによる献名[4]。
- 1844年 - 王立地理学会金メダル（パトロンズ・メダル） - シベリアおよびカムチャツカについての地理学的貢献に対して[3]

## おもな著作
- Reise um die Erde durch Nordasien und die beiden Oceane. Historische Abteilung, 3 Bde. Berlin 1833–1848, wissenschaftliche Abteilung, 2 Bde. Berlin 1835–1841 (digitalisiert).
- Herausgeber: Archiv für wissenschaftliche Kunde von Russland. 25 Bde. Berlin 1841–1867 (digitalisiert).
- Die Grundlagen der Gaußischen Theorie und die Erscheinungen des Erdmagnetismus im Jahr 1829. Berlin 1874.